# Und Nietzsche weinte (Film)
Und Nietzsche weinte ist ein US-amerikanischer Independent-Film aus dem Jahr 2007. Regie führte Pinchas Perry. Der Film basiert auf dem gleichnamigen Roman von Irvin D. Yalom aus dem Jahr 1992.
Wie im Roman, der im Jahr 1882 spielt, werden reale Fakten und Fiktion vermischt: Friedrich Nietzsche war tatsächlich mit der späteren Psychoanalytikerin Lou Salomé befreundet und machte ihr zwei Heiratsanträge, deren Ablehnung ihn auf Selbstmordgedanken brachten. Dass Salomé daraufhin Nietzsches Behandlung gegen seine ständige starke Migräne durch den Wiener Arzt Josef Breuer eingefädelt habe, ist ebenso wie die Behandlung selbst Fiktion. Breuers wissenschaftliche Zusammenarbeit mit dem jüngeren Sigmund Freud hingegen ist ebenso wie bei der Patientin Bertha Pappenheim (für die Fallbeschreibung gewähltes Pseudonym: Anna O.) Realität.

## Handlung
Der in ganz Europa angesehene, 40-jährige Arzt Josef Breuer in Wien wird im Herbst 1882 von der selbstbewussten jungen Russin Lou Salomé, damals 21 Jahre alt, gebeten, dem selbstmordgefährdeten Friedrich Nietzsche zu helfen, indem er ihn von seiner Obsession für sie kurieren soll. Salomés Bitte an Breuer müsse aber geheim bleiben. Breuer stimmt zu und will Nietzsche kostenlos behandeln, indem er ihm vorschlägt, in seinem Sanatorium einen Monat lang die körperlichen Probleme Nietzsches zu kurieren, während Nietzsche Breuers seelische Probleme lösen helfen soll. Dass Salomé ihn besucht hat, davon sagt Breuer kein Wort. Nietzsche geht nach anfänglichem Sträuben darauf ein. Die beiden führen nun täglich therapeutische Gespräche. Im Laufe des Monats will Breuer dann, wie er Freud, seinem jüngeren Kollegen und Freund, erklärt, die Rolle wechseln und seinerseits Nietzsches seelische Probleme erörtern.
Breuers Problem liegt, wie er Nietzsche gegenüber zugibt, darin, dass er einerseits eine Bilderbuchehe und -familie führt und andererseits die sexuellen Versuchungen, die von seiner Patientin Bertha ausgingen, nicht vergessen kann und es bereut, sie nicht zu seiner Geliebten gemacht zu haben. Berthas Vorname erinnert ihn, wie auf eine Frage Nietzsches klar wird, an seine Mutter, die starb, als er drei Jahre alt war und in einem starken Gefühl des Verlassenseins zurückblieb. In einer einstündigen Hypnose, die Freud auf dessen Wunsch an Breuer vornimmt, träumt Breuer, Frau und Kinder zu verlassen und Bertha zu erwählen, die in einer anderen Stadt lebt. Er findet sie in den Armen eines anderen, dem sie beteuert, er werde für immer der einzige Mann in ihrem Leben sein; mit genau den gleichen Worten hatte sie zuvor Breuer betört. Im Traum arbeitet Breuer an der Donau als Kellner; als Freud ihn erkennt, flüchtet er Richtung Wasser und wird von Freud gerettet. Reumütig kehrt Breuer letztlich in sein Haus und zu seiner Familie zurück, die er in der Filmrealität nicht verlassen hat.
Nietzsche gibt Breuer gegenüber den Einsamen und Bindungslosen, der mit Frauen nie etwas anfangen konnte und wollte. Ein Bordellbesuch löst einen hysterischen Anfall bei ihm aus. Er schlägt mit dem Kopf gegen den Spiegel, bis er blutig zu Boden sinkt; Breuer kommt als Arzt zu Hilfe. Ihm sei es kompromisslos immer nur um philosophische Erkenntnis gegangen, beschwört Nietzsche seine Lebenslüge. Er habe mit großer Geste Vorlesungen gehalten, auch wenn nur zwei oder drei Studierende zuhörten. Er habe Bücher geschrieben, die zwar einen Verleger, aber kaum Leser gefunden haben. Für Breuers seelische Probleme erweist sich Nietzsche als einfühlsamer Zuhörer und hat auch Lösungsvorschläge zu bieten; nur mit seinen eigenen Problemen kommt er allein nicht zurecht. Letztlich muss er Breuer eingestehen, dass seine Verherrlichung von Einsamkeit und Bindungslosigkeit schmilzt, wenn Breuer (die beiden sind schon per du) ihn seinen guten Freund nennt.
Zwischendurch sucht Lou Salomé Nietzsche im Sanatorium in Wien, wo er inkognito weilt und man ihr jede Auskunft verweigert. Sie findet den auf einem Klavier stehenden Entrückten, der ein imaginäres Orchester – es spielt Musik von Richard Wagner – dirigiert und sie nicht bemerkt.
Breuers Einladung an Nietzsche, privat noch länger bei ihm zu bleiben, da sie nun Freunde geworden seien, lehnt Nietzsche ab. Er hat dank Breuer den Selbstmord verworfen und fühlt sich wieder stark genug, allein zu leben, vor allem, weil die neue Einsamkeit selbstgewählt ist. Nietzsche reist ab, um sich der Niederschrift seines berühmten Werks Also sprach Zarathustra zuzuwenden, von dem er Breuer erzählt hat. Breuer bleibt weitere drei Jahrzehnte als Arzt in Wien tätig, wird jedoch die Gesprächstherapie nie mehr anwenden.

## Gestaltung
Der Film spielt in Wien und seiner Umgebung und wurde in Russe in Bulgarien, das ebenfalls an der Donau liegt, gedreht. Die Architektur des späten 19. Jahrhunderts ist in der Realität Russes ähnlich präsent wie in Wien; prominente Wiener Bauwerke können klarerweise nicht aufscheinen. Die Dialoge zwischen Nietzsche und Breuer bzw. Breuer und Freud entsprechen wissenschaftlichen Ansprüchen und wurden nicht banalisiert. Die Versuchungen, denen Josef Breuer von Lou Salomé und Bertha Pappenheim unterworfen wird, werden ohne Pornografie sehr deutlich dargestellt. Der Film greift in großem Umfang auf zahlreiche Werke der klassischen Musik zurück (u. a. Brahms, Beethoven, Chopin, Schubert). Der Film enthält zahlreiche, teilweise surreal anmutende Traumszenen (z. B. fällt Breuer im Wald durch einen unter Laub verborgenen Schacht viele Meter tief auf den Sarg seiner Mutter, er vergewaltigt eine Patientin und schwärmt von Berthas Brüsten). Eine Opernszene (aus Carmen von Georges Bizet) wurde im Opernhaus von Russe gedreht.

## Kritiken
„[...] Auch wenn [die Handlung] zunächst schwerfällig zu sein scheint, wird sie von Yalom spannend wie ein Krimi erzählt. Die großen Geister der damaligen Zeit liefern sich brillante Rededuelle. Das Buch zieht jeden Leser sofort in seinen Bann – selbst wenn dieser noch nie etwas von Nietzsche gelesen hat. Die Verfilmung von Pinchas Perry ist der einfallsreichen und hervorragend geschriebenen Vorlage zwar nicht ebenbürtig, gibt aber einen Eindruck von der Großartigkeit des Buches.“